# 山口市立中央小学校
山口市立中央小学校（やまぐちしりつ ちゅうおうしょうがっこう）は、山口県山口市の旧佐波郡徳地町域にある公立小学校。

## 沿革
- 1972年（昭和47年）4月1日 - 堀、岸見、伊賀地、御所野の各小学校を統合し、徳地町立中央小学校開校。ただし、授業は旧4小学校にて実施（名目上の統合）。
- 1973年（昭和48年）
  - 4月1日 - 旧堀小学校での授業開始（実質統合）。
  - 6月30日 - 鉄筋3階建ての新校舎竣工。
  - 9月（第2学期） - 新校舎での授業開始。
- 1974年（昭和49年）6月3日 - 体育館竣工。
- 1976年（昭和51年）7月10日 - プール完工。
- 1993年（平成5年） - 学校給食をセンター方式に移行。
- 2004年（平成16年） - 耐震補強大規模改修工事の完了。
- 2005年（平成17年）10月1日 - 市町村合併により、山口市立中央小学校と改称。
- 2011年（平成23年）12月3日 - 体育館の耐震化工事を実施。
- 2012年（平成24年）10月12日 - 開校40周年記念式典挙行[1]。
- 2022年（令和4年）12月3日 - 創立50周年記念式典挙行。

## 学区
- 才谷、関、伏野上、伏野下、中村、須路上、須路下、旭、堀、本町、西川、上佐、上佐団地、上庄方、下庄方、漆尾、二の宮、開作、才契、上市、市、片山、徳行、上井、樋の口、麻生、野尻、志手原、沖の原東、沖の原西、伊賀地団地、古森、船津上、船津中、船津下、新田上、新田下、西大津、茂知木、御所野、深谷、臼谷

## 周辺
旧徳地町中心部に位置する。
- 山口市役所徳地総合支所
- 山口市徳地図書館
- 山口市徳地体育館
- 山口市徳地文化ホール
  - 上記4施設は、敷地が隣接。
- 山村開発センタ－
- 国道376号
- 国道489号
- ローソン徳地堀店
- 堀郵便局
- 山口市立徳地中学校 - 主な進学先。

## アクセス
- 防長交通「防府駅北口～中山～堀」線で、終点「堀」バス停下車後、徒歩約275m・約4分。
  - JR山陽本線防府駅から、上述の路線バスで「堀」バス停まで36分。
  - なお、バス停から学校敷地までは、最短で約105mほどだが、学校付近の国道483号線に横断歩道が設置されておらず、文化ホール付近の横断歩道を経由する必要があるため、約3倍弱の距離となる。